# Tapio Wilska
Ari Tapio Wilska (ur. 19 września 1969 w Savonlinna) – fiński muzyk, wokalista i autor tekstów, multiinstrumentalista. Członek zespołów Sethian, Survivors Zero i Soulgrind. Był także wokalistą w zespołach Finntroll i Coffin Birth, basistą w formacji Lyijykomppania oraz keyboardzistą, gitarzystą i basistą w projekcie Wizzard. Inspirują go takie grupy jak: Black Sabbath, Motörhead, Dead Kennedys, Venom, Thin Lizzy czy The Pixies.

## Dyskografia
- Nightwish - Oceanborn (1998, gościnnie śpiew)[9]
- Nightwish - Over the Hills and Far Away (2001, gościnnie śpiew)[10]
- Nightwish - From Wishes to Eternity (2001, gościnnie śpiew)[11]
- Obscene Eulogy - Defining Hate: The Truth Undead (2004, gościnnie śpiew)[12]
- Finntroll - Visor om Slutet (EP) (2003, członek zespołu; śpiew)[13]
- Finntroll - Nattfödd (2004, członek zespołu; śpiew)[14]
- Finntroll - Trollhammaren (EP) (2004, członek zespołu; śpiew)[15]
- Soulgrind - March Butterfly (EP) (2010, członek zespołu; gitara basowa)[16]
- Soulgrind - The Tuoni Pathway (2010, członek zespołu; gitara basowa)[17]
- Bloodride - Crowned in Hell (2011, gościnnie śpiew)[18]
- Sangre Eterna - Asphyxia (2012, gościnnie śpiew)[19]